# ماریا کارلسون (بازیکن فوتبال، زاده ۱۹۸۵)
ماریا کارلسون (انگلیسی: Maria Karlsson؛ زادهٔ ۸ فوریهٔ ۱۹۸۵) بازیکن فوتبال اهل سوئد است.
از باشگاه‌هایی که در آن بازی کرده‌است می‌توان به باشگاه فوتبال لینشوپینگ اشاره کرد.